# Olympische Winterspiele 2018/Eishockey (Herren)
Das Eishockeyturnier der Herren bei den Olympischen Winterspielen 2018 in Pyeongchang fand vom 14. bis zum 25. Februar – so wie bei den Spielen in Sotschi – mit zwölf Nationalmannschaften statt. Die Partien wurden hauptsächlich im 10.000 Zuschauer fassenden Gangneung Hockey Centre (koreanisch: 강릉 아이스하키I 경기장) ausgetragen. Insgesamt sieben der 30 Partien wurden im Kwandong Hockey Centre (koreanisch: 가톨릭 관동대학교 아이스하키II 경기장) ausgetragen, das 6.000 Zuschauer fasst. Beide Stadien befinden sich in der Küstenstadt Gangneung.
Den Olympiasieg sicherten sich – nach dem Ausschluss des Nationalen Olympischen Komitees Russlands – die Olympischen Athleten aus Russland, die unter olympischer Flagge an den Start gingen. Sie besiegten im Finale Deutschland mit 4:3 in der Verlängerung. Für Deutschland war der Gewinn der Silbermedaille der größte Erfolg in der Geschichte des deutschen Eishockeys und der erste Medaillengewinn seit den Olympischen Winterspielen 1976 in Innsbruck, als die Bundesrepublik Deutschland die Bronzemedaille gewann. Den dritten Platz und damit Bronze sicherte sich Titelverteidiger Kanada.

## Qualifikation
Für das Turnier qualifizierten sich die ersten acht Nationen der IIHF-Weltrangliste nach Abschluss der Weltmeisterschaft 2015, Südkorea als Gastgeber und drei weitere Teilnehmer, die in Qualifikationsturnieren ausgespielt wurden. Die Qualifikation begann im Oktober 2015 und endete im September 2016.
Als Gastgeber automatisch teilnahmeberechtigt war:
- Südkorea

Als beste acht Mannschaften der IIHF-Weltrangliste 2015 qualifizierten sich:
- Kanada
- Olympische Athleten aus Russland (qualifiziert als  Russland)
- Schweden
- Finnland
- USA
- Tschechien
- Schweiz
- Slowakei

Über die acht Qualifikationsturniere qualifizierten sich drei weitere Mannschaften:
- Norwegen
- Deutschland
- Slowenien

## Modus
Die zwölf Teams des olympischen Eishockeyturniers wurden in der Vorrunde in drei Gruppen zu je vier Mannschaften eingeteilt. Dabei setzten sich die drei Gruppen nach den Platzierungen der Nationalmannschaften in der IIHF-Weltrangliste nach der Weltmeisterschaft 2015 nach folgendem Schlüssel zusammen:
| Gruppe A | Gruppe B | Gruppe C |
| A1 (1)   | B1 (2)   | C1 (3)   |
| A2 (6)   | B2 (5)   | C2 (4)   |
| A3 (7)   | B3 (8)   | C3 (9)   |
| A4 (12)  | B4 (11)  | C4 (10)  |

Die ersten drei Mannschaften der Weltrangliste bildeten die Gruppenköpfe. Dahinter folgten die Mannschaften auf den Rängen 4 bis 6 an zweiter Position sowie 7 und 8 und der in der Weltrangliste des Jahres 2015 bestplatzierte Qualifikant an dritter. Die drei verbleibenden Plätze ermitteln die beiden übrigen Qualifikanten und Gastgeber Südkorea. Der in der Weltrangliste des Jahres 2015 am zweitbesten platzierte Qualifikant wurde dabei in die Gruppe C gesetzt, der drittbeste in Gruppe B und Südkorea als am schlechtesten platzierte teilnehmende Mannschaft in Gruppe A. Daraus ergeben sich folgende Gruppierungen:
| Gruppe A       | Gruppe B                             | Gruppe C         |
| Kanada (1)     | Olympische Athleten aus Russland (2) | Schweden (3)     |
| Tschechien (6) | USA (5)                              | Finnland (4)     |
| Schweiz (7)    | Slowakei (8)                         | Norwegen (11)    |
| Südkorea (23)  | Slowenien (14)                       | Deutschland (13) |

Innerhalb der Gruppen spielten die Mannschaften zunächst nach dem Modus Jeder-gegen-Jeden, sodass jede Mannschaft zunächst drei Spiele bestritt. Nach ihren Ergebnissen in der Vorrunde – zunächst nach der Platzierung innerhalb der Gruppe, anschließend nach Punkten, Tordifferenz, erzielten Toren und schließlich nach dem Weltranglisten-Platz – wurden die Mannschaften dann auf die Positionen 1 bis 12 einer neu ermittelten Setzliste eingeteilt.
Die drei Gruppenersten sowie der beste der drei Gruppenzweiten qualifizierten sich automatisch für das Viertelfinale. Die verbleibenden acht Teams spielten in einer Viertelfinal-Qualifikation die verbleibenden vier Plätze im Viertelfinale aus. Das Team auf dem fünften Rang der Setzliste traf dabei auf das zwölftplatzierte, das sechstplatzierte auf das elftplatzierte, das siebtplatzierte auf das zehntplatzierte und das achtplatzierte auf das neuntplatzierte. Die siegreichen Play-off-Qualifikanten spielten anschließend im Viertelfinale gegen eines der vier automatisch qualifizierten Teams. Die Sieger daraus trafen im Halbfinale aufeinander, wobei die Sieger das Finale um die Goldmedaille und die Verlierer das Spiel um die Bronzemedaille bestritten.

## Austragungsorte
| \| Gangneung \|             |
| Austragungsort des Turniers |
| Gangneung                   |

| Gangneung |

## Vorrunde

### Gruppe A
| 15. Februar 2018 21:10 Uhr (Ortszeit) | 15. Februar 2018 13:10 Uhr (MEZ) | Tschechien J. Kovář (11:59) M. Řepík (16:18) | 2:1 (2:1, 0:0, 0:0) Spielbericht | Südkorea Cho M.-h. (7:34) | Gangneung Hockey Centre, Gangneung Zuschauer: 6025 |

| 15. Februar 2018 21:10 Uhr | 15. Februar 2018 13:10 Uhr | Schweiz S. Moser (47:33) | 1:5 (0:2, 0:2, 1:1) Spielbericht | Kanada R. Bourque (2:57) M. Noreau (7:30) R. Bourque (25:00) W. Wolski (25:52) W. Wolski (54:53) | Kwangdong Hockey Centre, Gangneung Zuschauer: 2802 |

| 17. Februar 2018 12:10 Uhr | 17. Februar 2018 4:10 Uhr | Kanada M. Raymond (1:13) R. Bourque (13:30) | 2:3 n. P. (2:1, 0:1, 0:0, 0:0, 0:1) Spielbericht | Tschechien D. Kubalík (6:52) M. Jordán (20:25) J. Kovář (PS) | Gangneung Hockey Centre, Gangneung Zuschauer: 6731 |

| 17. Februar 2018 16:40 Uhr | 17. Februar 2018 8:40 Uhr | Südkorea | 0:8 (0:1, 0:2, 0:5) Spielbericht | Schweiz D. Hollenstein (10:23) F. Du Bois (27:36) P. Suter (35:55) T. Rüfenacht (43:50) P. Suter (45:17) R. Schäppi (46:45) P. Suter (51:24) E. Corvi (55:10) | Gangneung Hockey Centre, Gangneung Zuschauer: 6568 |

| 18. Februar 2018 16:40 Uhr | 18. Februar 2018 8:40 Uhr | Tschechien M. Řepík (7:09) D. Kubalík (43:02) R. Červenka (58:40) M. Řepík (59:11) | 4:1 (1:1, 0:0, 3:0) Spielbericht | Schweiz T. Rüfenacht (14:47) | Gangneung Hockey Centre, Gangneung Zuschauer: 6137 |

| 18. Februar 2018 21:10 Uhr | 18. Februar 2018 13:10 Uhr | Kanada C. Thomas (7:36) E. O’Dell (34:22) M. Lapierre (43:43) G. Brulé (58:02) | 4:0 (1:0, 1:0, 2:0) Spielbericht | Südkorea | Gangneung Hockey Centre, Gangneung Zuschauer: 6038 |

| Pl. |            | Sp | S | OTS | OTN | N | Tore  | Punkte |
| 1.  | Tschechien | 3  | 2 | 1   | 0   | 0 | 09:04 | 8      |
| 2.  | Kanada     | 3  | 2 | 0   | 1   | 0 | 11:04 | 7      |
| 3.  | Schweiz    | 3  | 1 | 0   | 0   | 2 | 10:09 | 3      |
| 4.  | Südkorea   | 3  | 0 | 0   | 0   | 3 | 01:14 | 0      |

Abkürzungen: Pl. = Platz, Sp = Spiele, S = Siege, OTS = Siege nach Verlängerung (Overtime) oder Penaltyschießen, OTN = Niederlagen nach Verlängerung oder Penaltyschießen, N = Niederlagen

Erläuterungen: direkte Qualifikation für das Viertelfinale

### Gruppe B
| 14. Februar 2018 21:10 Uhr | 14. Februar 2018 13:10 Uhr | Slowakei P. Ölvecký (16:05) M. Bakoš (17:55) P. Čerešňák (48:30) | 3:2 (2:2, 0:0, 1:0) Spielbericht | Olympische Athleten aus Russland W. Gawrikow (2:54) K. Kaprisow (4:08) | Gangneung Hockey Centre, Gangneung Zuschauer: 4025 |

| 14. Februar 2018 21:10 Uhr | 14. Februar 2018 13:10 Uhr | USA B. O’Neill (17:44) J. Greenway (32:57) | 2:3 n. V. (1:0, 1:0, 0:2, 0:1) Spielbericht | Slowenien J. Urbas (45:49) J. Muršak (58:23) J. Muršak (60:38) | Kwandong Hockey Centre, Gangneung Zuschauer: 3348 |

| 16. Februar 2018 12:10 Uhr | 16. Februar 2018 4:10 Uhr | USA R. Donato (7:10) R. Donato (42:51) | 2:1 (1:1, 0:0, 1:0) Spielbericht | Slowakei A. Kudrna (7:35) | Gangneung Hockey Centre, Gangneung Zuschauer: 5652 |

| 16. Februar 2018 16:40 Uhr | 16. Februar 2018 8:40 Uhr | Olympische Athleten aus Russland S. Mosjakin (18:23) I. Kowaltschuk (18:45) A. Barabanow (26:00) I. Kablukow (28:48) K. Kaprisow (30:02) I. Kowaltschuk (37:16) K. Kaprisow (41:15) K. Kaprisow (47:12) | 8:2 (2:0, 4:1, 2:1) Spielbericht | Slowenien J. Muršak (33:31) Ž. Pance (59:27) | Gangneung Hockey Centre, Gangneung Zuschauer: 6018 |

| 17. Februar 2018 21:10 Uhr | 17. Februar 2018 13:10 Uhr | Olympische Athleten aus Russland N. Prochorkin (7:21) N. Prochorkin (22:14) I. Kowaltschuk (39:59) I. Kowaltschuk (40:28) | 4:0 (1:0, 2:0, 1:0) Spielbericht | USA | Gangneung Hockey Centre, Gangneung Zuschauer: 6473 |

| 17. Februar 2018 21:10 Uhr | 17. Februar 2018 13:10 Uhr | Slowenien B. Gregorc (21:00) A. Kuralt (24:16) Ž. Jeglič (PS) | 3:2 n. P. (0:0, 2:1, 0:1, 0:0, 1:0) Spielbericht | Slowakei M. Bubela (35:43) M. Haščák (45:56) | Kwangdong Hockey Centre, Gangneung Zuschauer: 4085 |

| Pl. |                                  | Sp | S | OTS | OTN | N | Tore  | Punkte |
| 1.  | Olympische Athleten aus Russland | 3  | 2 | 0   | 0   | 1 | 14:05 | 6      |
| 2.  | Slowenien                        | 3  | 0 | 2   | 0   | 1 | 08:12 | 4      |
| 3.  | USA                              | 3  | 1 | 0   | 1   | 1 | 04:08 | 4      |
| 4.  | Slowakei                         | 3  | 1 | 0   | 1   | 1 | 06:07 | 4      |

Abkürzungen: Pl. = Platz, Sp = Spiele, S = Siege, OTS = Siege nach Verlängerung (Overtime) oder Penaltyschießen, OTN = Niederlagen nach Verlängerung oder Penaltyschießen, N = Niederlagen

Erläuterungen: direkte Qualifikation für das Viertelfinale

### Gruppe C
| 15. Februar 2018 12:10 Uhr | 15. Februar 2018 4:10 Uhr | Finnland S. Lepistö (3:13) M. Pyörälä (15:30) E. Tolvanen (37:22) L. Kukkonen (38:43) J. Kemppainen (52:48) | 5:2 (2:1, 2:0, 1:1) Spielbericht | Deutschland B. Macek (8:44) F. Hördler (41:51) | Gangneung Hockey Centre, Gangneung Zuschauer: 3695 |

| 15. Februar 2018 16:40 Uhr | 15. Februar 2018 8:40 Uhr | Norwegen | 0:4 (0:2, 0:0, 0:2) Spielbericht | Schweden P. Lindholm (5:29) A. Lander (16:46) D. Everberg (48:42) M. Wikstrand (49:04) | Gangneung Hockey Centre, Gangneung Zuschauer: 3961 |

| 16. Februar 2018 21:10 Uhr | 16. Februar 2018 13:10 Uhr | Finnland E. Tolvanen (16:36) E. Tolvanen (25:32) V.-M. Savinainen (42:59) S. Lepistö (47:54) S. Manninen (56:48) | 5:1 (1:1, 1:0, 3:0) Spielbericht | Norwegen P. Thoresen (6:29) | Gangneung Hockey Centre, Gangneung Zuschauer: 4180 |

| 16. Februar 2018 21:10 Uhr | 16. Februar 2018 13:10 Uhr | Schweden V. Stålberg (2:00) | 1:0 (1:0, 0:0, 0:0) Spielbericht | Deutschland | Kwandong Hockey Centre, Gangneung Zuschauer: 3077 |

| 18. Februar 2018 12:10 Uhr | 18. Februar 2018 4:10 Uhr | Deutschland P. Hager (32:53) P. Hager (PS) | 2:1 n. P. (0:0, 1:0, 0:1, 0:0; 1:0) Spielbericht | Norwegen A. Reichenberg (45:19) | Gangneung Hockey Centre, Gangneung Zuschauer: 5534 |

| 18. Februar 2018 21:10 Uhr | 18. Februar 2018 13:10 Uhr | Schweden A. Lander (14:53) P. Zackrisson (48:53) O. Möller (59:55) | 3:1 (1:0, 0:1, 2:0) Spielbericht | Finnland J. Kemppainen (21:32) | Kwandong Hockey Centre, Gangneung Zuschauer: 3861 |

| Pl. |             | Sp | S | OTS | OTN | N | Tore  | Punkte |
| 1.  | Schweden    | 3  | 3 | 0   | 0   | 0 | 08:01 | 9      |
| 2.  | Finnland    | 3  | 2 | 0   | 0   | 1 | 11:06 | 6      |
| 3.  | Deutschland | 3  | 0 | 1   | 0   | 2 | 04:07 | 2      |
| 4.  | Norwegen    | 3  | 0 | 0   | 1   | 2 | 02:11 | 1      |

Abkürzungen: Pl. = Platz, Sp = Spiele, S = Siege, OTS = Siege nach Verlängerung (Overtime) oder Penaltyschießen, OTN = Niederlagen nach Verlängerung oder Penaltyschießen, N = Niederlagen

Erläuterungen: direkte Qualifikation für das Viertelfinale

### Setzliste nach der Gruppenphase
Die folgende Setzliste entschied über die Paarungen der Play-offs für das Viertelfinale sowie über das Viertelfinale selbst. In der Tabelle sind nur die für eine Differenzierung notwendigen Kriterien (Platzierung in der Gruppe; Punkte) aufgeführt, während die weiteren, nicht benötigen Kriterien dem Abschnitt Modus zu entnehmen sind.
| Rang |                                  | Gruppe | Platz | Punkte |
| 1    | Schweden                         | C      | 1     | 9      |
| 2    | Tschechien                       | A      | 1     | 8      |
| 3    | Olympische Athleten aus Russland | B      | 1     | 6      |
| 4    | Kanada                           | A      | 2     | 7      |
| 5    | Finnland                         | C      | 2     | 6      |
| 6    | Slowenien                        | B      | 2     | 4      |
| 7    | USA                              | B      | 3     | 4      |
| 8    | Schweiz                          | A      | 3     | 3      |
| 9    | Deutschland                      | C      | 3     | 2      |
| 10   | Slowakei                         | B      | 4     | 4      |
| 11   | Norwegen                         | C      | 4     | 1      |
| 12   | Südkorea                         | A      | 4     | 0      |

Erläuterungen: direkte Qualifikation für das Viertelfinale

## Finalrunde
|  | Viertelfinal-Qualifikation | Viertelfinal-Qualifikation | Viertelfinal-Qualifikation       |             |                  | Viertelfinale    | Viertelfinale    | Viertelfinale |                                  |   | Halbfinale | Halbfinale | Halbfinale |  |  | Finale | Finale | Finale |
|  |                            |                            |                                  |             |                  |                  |                  |               |                                  |   |            |            |            |  |  |        |        |        |
|  |                            |                            |                                  |             |                  |                  |                  |               |                                  |   |            |            |            |  |  |        |        |        |
|  |                            | 1                          | Schweden                         | 3           |                  |                  |                  |               |                                  |   |            |            |            |  |  |        |        |        |
|  |                            |                            |                                  | 3           |                  |                  |                  |               |                                  |   |            |            |            |  |  |        |        |        |
|  |                            |                            | 9                                | Deutschland | 4                |                  |                  |               |                                  |   |            |            |            |  |  |        |        |        |
|  | 8                          | Schweiz                    | 9                                | Deutschland | 4                | 1                |                  |               |                                  |   |            |            |            |  |  |        |        |        |
|  | 8                          | Schweiz                    |                                  |             |                  |                  |                  |               |                                  |   |            |            |            |  |  |        |        |        |
|  | 9                          | Deutschland                | 2                                |             |                  |                  |                  |               |                                  |   |            |            |            |  |  |        |        |        |
|  | 9                          | Deutschland                | 2                                |             | 9                | Deutschland      | 4                |               |                                  |   |            |            |            |  |  |        |        |        |
|  |                            |                            |                                  |             |                  |                  |                  |               |                                  |   |            |            |            |  |  |        |        |        |
|  |                            | 4                          | Kanada                           | 3           |                  |                  |                  |               |                                  |   |            |            |            |  |  |        |        |        |
|  |                            | 4                          | Kanada                           | 3           |                  |                  |                  |               |                                  |   |            |            |            |  |  |        |        |        |
|  |                            |                            |                                  |             |                  |                  |                  |               |                                  |   |            |            |            |  |  |        |        |        |
|  |                            |                            |                                  |             |                  |                  |                  |               |                                  |   |            |            |            |  |  |        |        |        |
|  |                            | 4                          | Kanada                           | 1           |                  |                  |                  |               |                                  |   |            |            |            |  |  |        |        |        |
|  |                            |                            |                                  | 1           |                  |                  |                  |               |                                  |   |            |            |            |  |  |        |        |        |
|  |                            |                            | 5                                | Finnland    | 0                |                  |                  |               |                                  |   |            |            |            |  |  |        |        |        |
|  | 5                          | Finnland                   | 5                                | Finnland    | 0                | 5                |                  |               |                                  |   |            |            |            |  |  |        |        |        |
|  | 5                          | Finnland                   |                                  |             |                  |                  |                  |               |                                  |   |            |            |            |  |  |        |        |        |
|  | 12                         | Südkorea                   | 2                                |             |                  |                  |                  |               |                                  |   |            |            |            |  |  |        |        |        |
|  | 12                         | Südkorea                   | 2                                | 9           | Deutschland      | 3                |                  |               |                                  |   |            |            |            |  |  |        |        |        |
|  |                            |                            |                                  |             |                  |                  |                  |               |                                  |   |            |            |            |  |  |        |        |        |
|  |                            | 3                          | Olympische Athleten aus Russland | 4           |                  |                  |                  |               |                                  |   |            |            |            |  |  |        |        |        |
|  |                            | 3                          | Olympische Athleten aus Russland | 4           |                  |                  |                  |               |                                  |   |            |            |            |  |  |        |        |        |
|  |                            |                            |                                  |             |                  |                  |                  |               |                                  |   |            |            |            |  |  |        |        |        |
|  |                            |                            |                                  |             |                  |                  |                  |               |                                  |   |            |            |            |  |  |        |        |        |
|  |                            | 3                          | Olympische Athleten aus Russland | 6           | Spiel um Platz 3 | Spiel um Platz 3 | Spiel um Platz 3 |               |                                  |   |            |            |            |  |  |        |        |        |
|  |                            |                            |                                  | 6           | Spiel um Platz 3 | Spiel um Platz 3 | Spiel um Platz 3 |               |                                  |   |            |            |            |  |  |        |        |        |
|  |                            |                            | 11                               | Norwegen    | 1                |                  |                  |               |                                  |   |            |            |            |  |  |        |        |        |
|  | 6                          | Slowenien                  | 11                               | Norwegen    | 1                | 1                | 2                | Tschechien    | 4                                |   |            |            |            |  |  |        |        |        |
|  | 6                          | Slowenien                  |                                  |             |                  |                  | 2                | Tschechien    | 4                                |   |            |            |            |  |  |        |        |        |
|  | 11                         | Norwegen                   | 2                                |             | 4                | Kanada           | 6                |               |                                  |   |            |            |            |  |  |        |        |        |
|  | 11                         | Norwegen                   | 2                                |             | 4                | Kanada           | 6                | 3             | Olympische Athleten aus Russland | 3 |            |            |            |  |  |        |        |        |
|  |                            |                            |                                  |             |                  |                  |                  |               | Olympische Athleten aus Russland | 3 |            |            |            |  |  |        |        |        |
|  |                            | 2                          | Tschechien                       | 0           |                  |                  |                  |               |                                  |   |            |            |            |  |  |        |        |        |
|  |                            | 2                          | Tschechien                       | 0           |                  |                  |                  |               |                                  |   |            |            |            |  |  |        |        |        |
|  |                            |                            |                                  |             |                  |                  |                  |               |                                  |   |            |            |            |  |  |        |        |        |
|  |                            |                            |                                  |             |                  |                  |                  |               |                                  |   |            |            |            |  |  |        |        |        |
|  |                            | 2                          | Tschechien                       | 3           |                  |                  |                  |               |                                  |   |            |            |            |  |  |        |        |        |
|  |                            |                            |                                  | 3           |                  |                  |                  |               |                                  |   |            |            |            |  |  |        |        |        |
|  |                            |                            | 7                                | USA         | 2                |                  |                  |               |                                  |   |            |            |            |  |  |        |        |        |
|  | 7                          | USA                        | 7                                | USA         | 2                | 5                |                  |               |                                  |   |            |            |            |  |  |        |        |        |
|  | 7                          | USA                        |                                  |             |                  |                  |                  |               |                                  |   |            |            |            |  |  |        |        |        |
|  | 10                         | Slowakei                   | 1                                |             |                  |                  |                  |               |                                  |   |            |            |            |  |  |        |        |        |

### Viertelfinal-Qualifikation
| 20. Februar 2018 12:10 Uhr (Ortszeit) | 20. Februar 2018 4:10 Uhr (MEZ) | USA R. Donato (21:36) J. Wisniewski (22:20) M. Arcobello (33:30) G. Roe (49:52) R. Donato (56:46) | 5:1 (0:0, 3:1, 2:0) Spielbericht | Slowakei P. Čerešňák (36:54) | Gangneung Hockey Centre, Gangneung Zuschauer: 6391 |

| 20. Februar 2018 16:40 Uhr | 20. Februar 2018 8:40 Uhr | Slowenien J. Urbas (6:38) | 1:2 n. V. (1:0, 0:0, 0:1, 0:1) Spielbericht | Norwegen T. Kristiansen (43:06) A. Bonsaksen (63:06) | Gangneung Hockey Centre, Gangneung Zuschauer: 6312 |

| 20. Februar 2018 21:10 Uhr | 20. Februar 2018 13:10 Uhr | Finnland P. Kontiola (4:42) P. Kontiola (23:44) M. Heiskanen (26:23) J. Hietanen (47:20) S. Manninen (59:53) | 5:2 (1:0, 2:2, 2:0) Spielbericht | Südkorea B. Radunske (30:06) Ahn J.-h. (32:09) | Gangneung Hockey Centre, Gangneung Zuschauer: 5409 |

| 20. Februar 2018 21:10 Uhr | 20. Februar 2018 13:10 Uhr | Schweiz S. Moser (23:40) | 1:2 n. V. (0:1, 1:0, 0:0, 0:1) Spielbericht | Deutschland L. Pföderl (1:19) Y. Seidenberg (60:26) | Kwandong Hockey Centre, Gangneung Zuschauer: 2878 |

### Viertelfinale
| 21. Februar 2018 12:10 Uhr | 21. Februar 2018 4:10 Uhr | Tschechien J. Kolář (15:12) T. Kundrátek (28:14) P. Koukal (PS) | 3:2 n. P. (1:1, 1:1, 0:0, 0:0, 1:0) Spielbericht | USA R. Donato (6:20) J. Slater (30:23) | Gangneung Hockey Centre, Gangneung Zuschauer: 2948 |

| 21. Februar 2018 16:40 Uhr | 21. Februar 2018 8:40 Uhr | Olympische Athleten aus Russland M. Grigorenko (8:54) N. Gussew (13:25) W. Woinow (19:20) S. Kalinin (28:35) N. Nesterow (33:06) I. Telegin (53:15) | 6:1 (3:0, 2:1, 1:0) Spielbericht | Norwegen A. Bonsaksen (27:21) | Gangneung Hockey Centre, Gangneung Zuschauer: 3553 |

| 21. Februar 2018 21:10 Uhr | 21. Februar 2018 13:10 Uhr | Kanada M. Noreau (40:55) | 1:0 (0:0, 0:0, 1:0) Spielbericht | Finnland | Gangneung Hockey Centre, Gangneung Zuschauer: 2265 |

| 21. Februar 2018 21:10 Uhr | 21. Februar 2018 13:10 Uhr | Schweden A. Lander (46:25) P. Hersley (49:35) M. Wikstrand (51:37) | 3:4 n. V. (0:2, 0:0, 3:1, 0:1) Spielbericht | Deutschland C. Ehrhoff (13:48) M. Noebels (14:17) D. Kahun (48:28) P. Reimer (61:30) | Kwandong Hockey Centre, Gangneung Zuschauer: 2092 |

### Halbfinale
| 23. Februar 2018 16:40 Uhr | 23. Februar 2018 8:40 Uhr | Tschechien | 0:3 (0:0, 0:2, 0:1) Spielbericht | Olympische Athleten aus Russland N. Gussew (27:47) W. Gawrikow (28:14) I. Kowaltschuk (59:39) | Gangneung Hockey Centre, Gangneung Zuschauer: 4330 |

| 23. Februar 2018 21:10 Uhr | 23. Februar 2018 13:10 Uhr | Kanada G. Brulé (28:17) M. Robinson (42:42) D. Roy (49:43) | 3:4 (0:1, 1:3, 2:0) Spielbericht | Deutschland B. Macek (14:43) M. Plachta (23:21) F. Mauer (26:49) P. Hager (32:31) | Gangneung Hockey Centre, Gangneung Zuschauer: 4057 |

### Spiel um Platz 3
| 24. Februar 2018 21:10 Uhr | 24. Februar 2018 13:10 Uhr | Tschechien M. Růžička (9:13) J. Kovář (46:36) R. Červenka (56:26) R. Červenka (57:55) | 4:6 (1:3, 0:0, 3:3) Spielbericht | Kanada A. Ebbett (8:57) C. Kelly (9:28) D. Roy (15:57) A. Ebbett (45:50) C. Kelly (49:37) W. Wolski (55:23) | Gangneung Hockey Centre, Gangneung Zuschauer: 4807 |

### Finale
| 25. Februar 2018 13:10 Uhr | 25. Februar 2018 5:10 Uhr | Olympische Athleten aus Russland W. Woinow (19:59) N. Gussew (53:21) N. Gussew (59:04) K. Kaprisow (69:40) | 4:3 n. V. (1:0, 0:1, 2:2, 1:0) Spielbericht | Deutschland F. Schütz (29:32) D. Kahun (53:31) J. Müller (56:44) | Gangneung Hockey Centre, Gangneung Zuschauer: 5075 |

## Statistik

### Beste Scorer
Abkürzungen: Sp = Spiele, T = Tore, V = Vorlagen, Pkt = Punkte, +/− = Plus/Minus, SM = Strafminuten; Fett: Turnierbestwert
| Spieler          | Team                             | Sp | T | V | Pkt | +/− | SM |
| ---------------- | -------------------------------- | -- | - | - | --- | --- | -- |
| Nikita Gussew    | Olympische Athleten aus Russland | 6  | 4 | 8 | 12  | +7  | 4  |
| Kirill Kaprisow  | Olympische Athleten aus Russland | 6  | 5 | 4 | 9   | +7  | 2  |
| Eeli Tolvanen    | Finnland                         | 5  | 3 | 6 | 9   | +1  | 4  |
| Ilja Kowaltschuk | Olympische Athleten aus Russland | 6  | 5 | 2 | 7   | +5  | 4  |
| Patrick Hager    | Deutschland                      | 7  | 3 | 4 | 7   | −3  | 4  |
| Maxim Noreau     | Kanada                           | 6  | 2 | 5 | 7   | +3  | 0  |
| Derek Roy        | Kanada                           | 6  | 2 | 5 | 7   | −2  | 8  |
| Linus Omark      | Schweden                         | 4  | 0 | 7 | 7   | +6  | 0  |
| Ryan Donato      | USA                              | 5  | 5 | 1 | 6   | −1  | 2  |
| Jan Muršak       | Slowenien                        | 4  | 3 | 3 | 6   | −1  | 0  |

### Beste Torhüter
Abkürzungen: Sp = Spiele, Min = Eiszeit (in Minuten), GT = Gegentore, SO = Shutouts, GAA = Gegentorschnitt, Sv% = Fangquote; Fett: Turnierbestwert
Erfasst werden nur Torhüter, die mindestens 40 % der Gesamtspielzeit ihres Teams absolviert haben.
| Spieler               | Team                             | Sp | Min    | GT | SO | GAA  | Sv%   |
| --------------------- | -------------------------------- | -- | ------ | -- | -- | ---- | ----- |
| Jonas Hiller          | Schweiz                          | 4  | 211:19 | 4  | 1  | 1,14 | 95,60 |
| Wassili Koschetschkin | Olympische Athleten aus Russland | 6  | 348:08 | 8  | 2  | 1,38 | 93,65 |
| Mikko Koskinen        | Finnland                         | 5  | 296:38 | 8  | 0  | 1,62 | 93,16 |
| Gašper Krošelj        | Slowenien                        | 3  | 188:44 | 6  | 0  | 1,91 | 93,10 |
| Ben Scrivens          | Kanada                           | 3  | 149:17 | 4  | 0  | 1,61 | 92,86 |

## Abschlussplatzierungen
Die Platzierungen ergeben sich nach folgenden Kriterien:
- Plätze 1 bis 4: Ergebnisse im Finale sowie im Spiel um Platz 3
- Plätze 5 bis 8 (Verlierer der Viertelfinalpartien): nach Platzierung – dann Punkten, dann Tordifferenz in der Vorrunde
- Plätze 9 bis 12 (Verlierer der Viertelfinal-Qualifikationspartien): nach Platzierung – dann Punkten, dann Tordifferenz in der Vorrunde
- Plätze 13 bis 21 (Qualifikationsendrunde): nach Platzierung – dann Punkten, dann Tordifferenz
- Plätze 22 bis 30 (Vorqualifikation Runde 2): nach Platzierung – dann Punkten, dann Tordifferenz
- Plätze 31 bis 36 (Vorqualifikation Runde 1): nach Platzierung – dann Punkten, dann Tordifferenz
- Platz 37 (Qualifikationsspiel): Ergebnis des Spiels

| Rang | Nation                           |
| ---- | -------------------------------- |
| 01   | Olympische Athleten aus Russland |
| 02   | Deutschland                      |
| 03   | Kanada                           |
| 04   | Tschechien                       |
| 05   | Schweden                         |
| 06   | Finnland                         |
| 07   | USA                              |
| 08   | Norwegen                         |
| 09   | Slowenien                        |
| 10   | Schweiz                          |
| 11   | Slowakei                         |
| 12   | Südkorea                         |

| Rang | Nation     |
| ---- | ---------- |
| 13   | Belarus    |
| 14   | Lettland   |
| 15   | Frankreich |
| 16   | Kasachstan |
| 17   | Dänemark   |
| 18   | Österreich |
| 19   | Italien    |
| 20   | Polen      |
| 21   | Japan      |

| Rang | Nation         |
| ---- | -------------- |
| 22   | Ungarn         |
| 23   | Ukraine        |
| 24   | Großbritannien |
| 25   | Niederlande    |
| 26   | Kroatien       |
| 27   | Estland        |
| 28   | Rumänien       |
| 29   | Litauen        |
| 30   | Serbien        |

| Rang | Nation              |
| ---- | ------------------- |
| 31   | Spanien             |
| 32   | Mexiko              |
| 33   | Island              |
| 34   | Israel              |
| 35   | Volksrepublik China |
| 36   | Bulgarien           |
| 37   | Georgien            |

## Medaillengewinner
| Olympiasieger OA aus Russland | Sergei Andronow, Alexander Barabanow, Pawel Dazjuk, Wladislaw Gawrikow, Michail Grigorenko, Nikita Gussew, Jegor Jakowlew, Ilja Kablukow, Sergei Kalinin, Kirill Kaprisow, Bogdan Kisselewitsch, Wassili Koschetschkin, Ilja Kowaltschuk, Alexei Martschenko, Sergei Mosjakin, Nikita Nesterow, Nikolai Prochorkin, Igor Schestjorkin, Wadim Schipatschow, Sergei Schirokow, Ilja Sorokin, Artjom Sub, Andrei Subarew, Iwan Telegin, Wjatscheslaw Woinow Cheftrainer: Oleg Snarok Assistenztrainer: Raschit Dawydow, Igor Nikitin, Alexei Schamnow, Harijs Vītoliņš |
| Silber Deutschland            | Sinan Akdağ, Danny aus den Birken, Daryl Boyle, Yasin Ehliz, Christian Ehrhoff, Dennis Endras, Marcel Goc, Gerrit Fauser, Patrick Hager, Frank Hördler, Dominik Kahun, Marcus Kink, Björn Krupp, Brooks Macek, Frank Mauer, Jonas Müller, Moritz Müller, Marcel Noebels, Leonhard Pföderl, Timo Pielmeier, Matthias Plachta, Patrick Reimer, Felix Schütz, Yannic Seidenberg, David Wolf Cheftrainer: Marco Sturm Assistenztrainer: Christian Künast, Matt McIlvane                                                                                                 |
| Bronze Kanada                 | René Bourque, Gilbert Brulé, Andrew Ebbett, Stefan Elliott, Chay Genoway, Cody Goloubef, Marc-André Gragnani, Quinton Howden, Chris Kelly, Rob Klinkhammer, Brandon Kozun, Maxim Lapierre, Chris Lee, Maxim Noreau, Eric O’Dell, Justin Peters, Kevin Poulin, Mason Raymond, Mat Robinson, Derek Roy, Ben Scrivens, Karl Stollery, Christian Thomas, Linden Vey, Wojtek Wolski Cheftrainer: Willie Desjardins Assistenztrainer: Dave King, Scott Walker, Craig Woodcroft                                                                                            |

## Auszeichnungen
Spielertrophäen
| Auszeichnung         | Spieler              | Team                             |
| -------------------- | -------------------- | -------------------------------- |
| Bester Torhüter      | Danny aus den Birken | Deutschland                      |
| Bester Verteidiger   | Wjatscheslaw Woinow  | Olympische Athleten aus Russland |
| Bester Stürmer       | Nikita Gussew        | Olympische Athleten aus Russland |
| Wertvollster Spieler | Ilja Kowaltschuk     | Olympische Athleten aus Russland |

All-Star-Team
| Angriff:      | Ilja Kowaltschuk – Pawel Dazjuk – Eeli Tolvanen |
| Verteidigung: | Maxim Noreau – Wjatscheslaw Woinow              |
| Tor:          | Wassili Koschetschkin                           |